# 弗朗茨·馮·瓦爾塞格

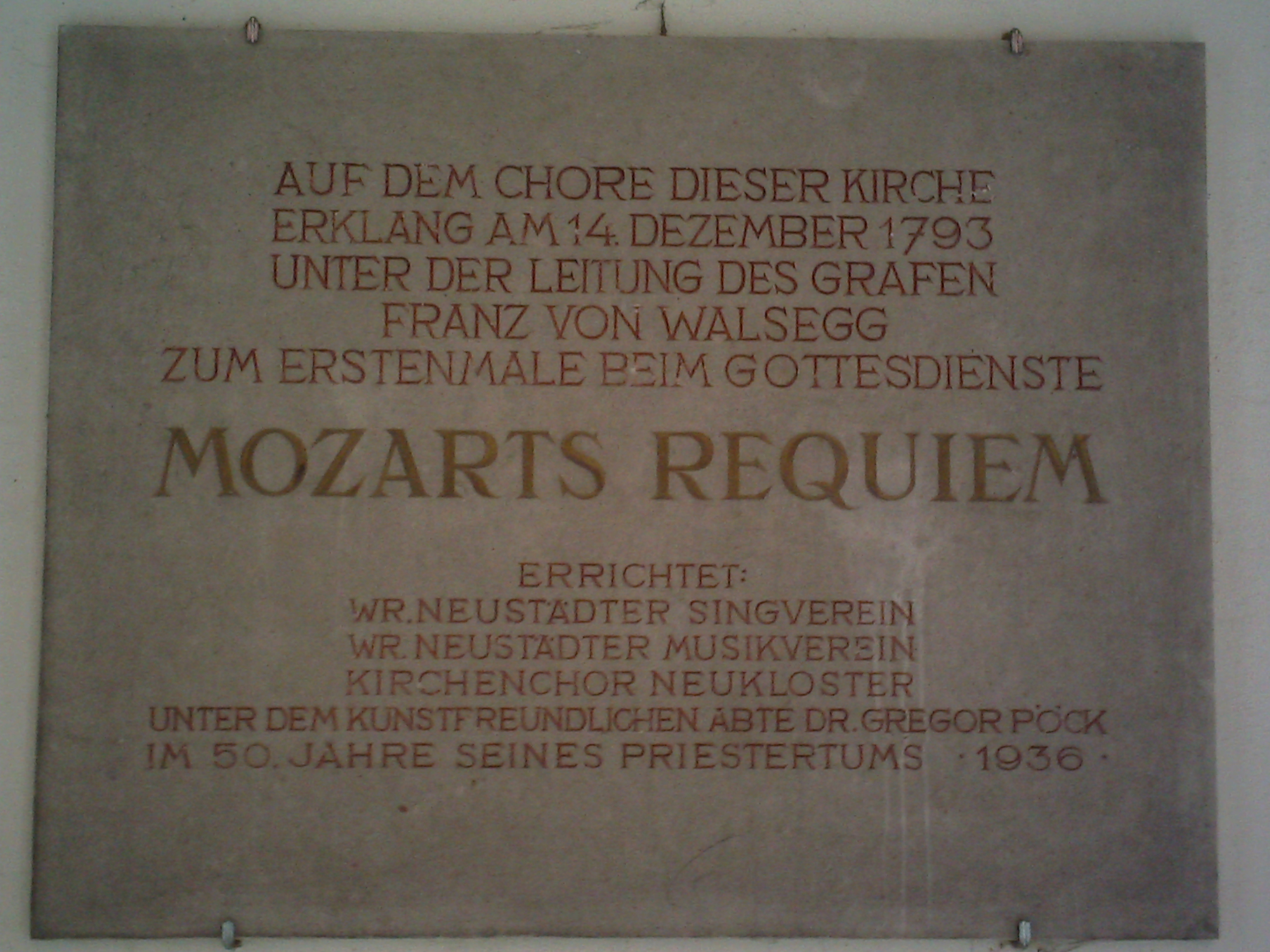
維也納新城1793年12月14日安魂曲演出紀念牌，上面有瓦爾塞格的名字

弗朗茨·馮·瓦爾塞格（德語：Franz von Walsegg，1763年1月17日—1827年11月11日）是一名德國貴族，居住在格洛格尼茨附近的斯圖帕赫（Stuppach）。1791年，他在20歲的妻子安娜去世後委託沃夫岡·阿瑪迪斯·莫札特創作的安魂彌撒。身為共濟會會員和業餘音樂家，瓦爾塞格喜歡委託當時的作曲家創作作品，然後在私人演出中冒充為自己的作品。安東·赫爾佐格在講述委託莫札特創作安魂彌撒時說：
弗朗茨·馮·瓦爾塞格伯爵……是音樂和戲劇的狂熱愛好者；因此，每週二和週四……都會演奏四重奏……為了使我們不會因為四重奏的頻繁演出而缺少新的四重奏，伯爵不僅購買了所有公開發表的四重奏，而且還與許多作曲家保持聯繫，但卻從不透露[他們的]身份……他們交付給他的作品，他擁有唯一的所有權，並為此支付高額報酬。舉一個例子，霍夫邁斯特先生……
 — 
雖然莫札特在完成《安魂曲》之前就離世，但他的遺孀康絲坦茲·莫札特安排了其他幾位作曲家，其中最著名的是弗朗茲·克薩韋爾·蘇斯邁爾，來完成這部作品，以獲得瓦爾塞格承諾的剩餘款項。

## 備註
1. ↑  Landon, H. C. Robbins. 1791: Mozart's Last Year, 1999, p. 76.